# We dwoje raźniej
We dwoje raźniej (ang. Better with You, 2010–2011) – amerykański serial komediowy nadawany przez stację ABC w reżyserii Jamesa Burrowsa. W rolach głównych Joanna García i Jennifer Finnigan.

## Fabuła
Serial koncentruje się wokół trzech par, małżeństwa z 35-letnim stażem oraz ich dwóch córek ze swoimi chłopakami. Pierwsza mieszka z mężczyzną już dość długo, jednak nie chce wyjść za niego za mąż, druga po dwóch miesiącach znajomości ma zamiar wziąć ślub a na domiar złego jest z nim w ciąży.

## Obsada
- Joanna García jako Mia Putney
- Jennifer Finnigan jako Madeleine ´Maddie´ Putney
- Josh Cooke jako Ben Coles
- Jake Lacy jako Casey Marion Davenport
- Kurt Fuller jako Joel Putney
- Debra Jo Rupp jako Vicky Putney

## Nagrody
- People’s Choice 2011 – nominacja: ulubiony nowy serial komediowy